# Parafia Najświętszej Maryi Panny Wniebowziętej w Mokronosie
Parafia Najświętszej Maryi Panny Wniebowziętej w Mokronosie – parafia rzymskokatolicka znajdująca się w diecezji kaliskiej, w dekanacie Koźmin.